# Arturo Maffei
Arturo Maffei (Italia, 9 de noviembre de 1909-17 de agosto de 2006) fue un atleta italiano especializado en la prueba de salto de longitud, en la que consiguió ser subcampeón europeo en 1938.

## Carrera deportiva
En el Campeonato Europeo de Atletismo de 1938 ganó la medalla de plata en el salto de longitud, con un salto de 7.61 metros, siendo superado por el alemán Wilhelm Leichum (oro con 7.65 metros que fue récord de los campeonatos) y por delante del también alemán Luz Long  (bronce con 7.56 metros).